# 방아벌레하목
방아벌레하목(Elateriformia)은 딱정벌레목의 풍뎅이아목에 속하는 하목이다. 이 분류에 속하는 가장 큰 2개의 과는 비단벌레과와 방아벌레과로 각각 약 15,000여 종과 10,000여 종이 보고되어 있다.

## 하위 분류
방아벌레하목은 5개 상과로 구성되어 있다.
- 비단벌레상과 (Buprestoidea) — 비단벌레 등
- 둥근가시벌레상과 (Byrrhoidea) — 진흙벌레, 둥근가시벌레 등
- 다스킬루스상과 (Dascilloidea)
- 방아벌레상과 (Elateroidea) — 방아벌레, 병대벌레 등
- 알꽃벼룩상과 (Scirtoidea)

## 같이 보기
- 딱정벌레목의 과 목록